# Assenzio (singolo)
Assenzio è un singolo dei rapper italiani J-Ax e Fedez, pubblicato il 18 novembre 2016 come secondo estratto dall'album in studio Comunisti col Rolex.

## Descrizione
Il singolo ha visto la partecipazione vocale al ritornello di Stash, frontman dei The Kolors, e di Levante. La scelta di coinvolgere i due cantanti alla registrazione del brano deriva dal desiderio di J-Ax e Fedez di «dare vita ad uno storytelling più introspettivo».

## Tracce
1. Assenzio (feat Stash and Levante) – 4:08

## Classifiche
| Classifica (2016) | Posizione massima |
| ----------------- | ----------------- |
| Italia            | 1                 |